# Чуниково
Чуниково — деревня в Бабаевском районе Вологодской области.
Входит в состав Пожарского сельского поселения, с точки зрения административно-территориального деления — в Пожарский сельсовет.
Расстояние по автодороге до районного центра Бабаево составляет 77 км, до центра муниципального образования деревни Пожара — 7 км. Ближайшие населённые пункты — Ананино, Комарово, Терьково.
Население по данным переписи 2002 года — 36 человек (15 мужчин, 21 женщина). Всё население — русские.